# Peperomia millei
Peperomia millei är en pepparväxtart som beskrevs av Luis Aloysius, Luigi Sodiro. Peperomia millei ingår i släktet peperomior, och familjen pepparväxter. Inga underarter finns listade i Catalogue of Life.